# Cantone di Macará
Il Cantone di Macará è un cantone dell'Ecuador che si trova nella Provincia di Loja.
Il capoluogo del cantone è Macará.